# Championnats d'Europe de pentathlon moderne 2000
Navigation
Édition précédente Édition suivante
Les Championnats d'Europe de pentathlon moderne 2000 se sont tenus à Székesfehérvár, en Hongrie.

## Podiums

### Hommes
| Épreuves    | Or                                                      | Argent                                                 | Bronze                                                     |
| ----------- | ------------------------------------------------------- | ------------------------------------------------------ | ---------------------------------------------------------- |
| Individuel  | Estonie Imre Tiideman                                   | Roumanie Nicolae Papuc                                 | Roumanie Adrian Toader                                     |
| Par équipes | Russie Aleksey Turkin Rustam Sarbirkhuzin Denis Stoykov | Allemagne Jan Veder Sebastian Dietz Oliver Strangfeld  | France Olivier Ibanès Christophe Ruer Raphaël Astier       |
| Relais      | Hongrie Péter Sárfalvi Gábor Balogh Ákos Hanzély        | France Olivier Clergeau Christophe Ruer Olivier Ibanès | Suède Erik Johansson (en) Björn Johansson Fredrik Svensson |

### Femmes
| Épreuves    | Or                                                       | Argent                                                       | Bronze                                                   |
| ----------- | -------------------------------------------------------- | ------------------------------------------------------------ | -------------------------------------------------------- |
| Individuel  | Hongrie Zsuzsanna Vörös                                  | Royaume-Uni Stephanie Cook                                   | Russie Tatyana Muratova                                  |
| Par équipes | Hongrie Csilla Füri Zsuzsanna Vörös Bea Simóka           | Royaume-Uni Georgina Harland Sian Lewis Stephanie Cook       | France Anouk Saint-Jours Caroline Delemer Axelle Guiguet |
| Relais      | Royaume-Uni Georgina Harland Stephanie Cook Kate Allenby | Allemagne Thora Meyer-Efland Christianne Casimir Kim Raisner | Hongrie Bea Simóka Nóra Simóka Vivien Máthé              |